# L'Ombre d'un homme (film)
Pour les articles homonymes, voir L'Ombre d'un homme et The Browning Version.
Pour plus de détails, voir Fiche technique et Distribution.
L'Ombre d'un homme (titre original : The Browning Version) est un film dramatique britannique réalisé par Anthony Asquith, sorti en 1951. En 1994, le film britannique Les Leçons de la vie, réalisé par Mike Figgis reprend le même scénario.

## Synopsis
Crocker-Harris, professeur de lettres classiques d’un collège anglais, dont la femme, Millie, a une relation avec un autre professeur, Hunter, quitte son poste pour raisons médicales. Gilbert, son remplaçant, est conduit dans sa classe par le directeur qui l’y laisse pour assister à son cours. Hunter échange avec un élève de Crocker-Harris, Taplow, qui espère intégrer sa classe mais ne le sait pas encore, son professeur étant le seul qui refuse de dire à ses élèves ceux qui passent, annonce qui est réservée par le règlement au directeur. Crocker-Harris est détesté de tous ses élèves qui le surnomment « le croulant ». Il arrive, voit Gilbert, rend à ses élèves leurs copies, qu’il juge abominables, et les fait retravailler dessus. À un moment il fait un trait d’esprit en latin, que personne ne comprend. Taplow fait mine de rire, son professeur lui demande donc d’expliquer sa plaisanterie à ses collègues. Celui-ci avoue avoir ri par politesse. Puis par une sorte d'affection Crocker-Harris corrige une erreur sur la copie de Taplow alors que ce dernier y travaille. Comme il ne l'en remercie pas, Crocker-Harris lui fait remarquer que malgré sa politesse de tout à l'heure il ne sait pas faire preuve de gratitude. Après le cours, Crocker-Harris convoque Taplow chez lui pour son cours particulier. Gilbert est consterné par ce qu’il a vu.
Hunter est chez les Crocker-Harris quand arrive Taplow. Ils reparlent de son passage dans sa classe. Taplow lui fait une imitation de Crocker-Harris répondant à sa demande sur ce sujet. Il raconte son aventure du matin et se lance dans une nouvelle imitation. Il s’interrompt en voyant Millie qui vient d’arriver. Il craint qu’elle ne l’ait entendu. Elle envoie Taplow à la pharmacie. Elle a offert un étui à cigarettes à Hunter. Crocker-Harris arrive, suivi de peu par Taplow qui revient. Celui-ci commence à traduire un passage d’Agamemnon d’Eschyle. Hunter et Millie parlent de son mari, dont Hunter pense qu’il ne devrait pas être professeur. Taplow a une traduction « moderne » du passage qu’il étudie. Crocker-Harris lui apprend qu’il a commencé jeune une version, inachevée et perdue depuis, de la pièce. Millie fait une crise de jalousie à Hunter, qui part. Le couple Crocker-Harris dîne sans se parler.
Alors que le personnel du collège assiste à un match de cricket, le directeur annonce à Crocker-Harris que le conseil d’établissement ne lui accorde pas la pension qu’il espérait avoir et ne fera pas d’exception en sa faveur. Crocker-Harris dit qu'il respectera la décision, qui le prive pourtant d’une somme d'argent conséquente sur laquelle il comptait. Puis le directeur lui demande de faire son discours d’adieu à la cérémonie de remise des prix avant - et non après comme c'est l'habitude - le professeur Fletche, qui part lui aussi mais est depuis moins longtemps que lui en poste dans le collège. Son épouse, apprenant qu’il n’aura pas la pension, refuse qu’il vive sur son argent. Il lui annonce qu’il se débrouillera seul et économisera pour lui assurer son train de vie.
Crocker-Harris va dans sa classe. Il y retrouve par hasard sa version inachevée d’Agamemnon. Gilbert arrive. Crocker-Harris apprend que les élèves le surnomment aussi le « Himmler de la classe de troisième ». Il avoue qu'il a compris, dès le début, qu’il n’avait pas le don de se faire aimer. Il a essayé de communiquer à ces garçons le plaisir que lui procurait la littérature d’autrefois. Il reconnait n’avoir que très rarement réussi, et seulement en début de carrière. Gilbert, qui a bien compris que ce qu’il lui a dit l’a blessé, demande pardon à Crocker-Harris. Ce dernier explique qu'il a compris qu’il était un professeur raté, mais n’avait pas remarqué qu’il était craint. Il demande à Gilbert de ne pas trahir les confidences qu'il lui a faites.
Taplow vient dire au-revoir à Crocker-Harris. Il voit la version d’Agamemnon que Crocker-Harris jette à la poubelle devant lui. Il lui a apporté, en cadeau, un exemplaire de la version de Robert Browning d’Agamemnon qu’il lui a dédicacé, en grec. Crocker-Harris est bouleversé par le dédicace, qu’il traduit à Hunter qui arrive : « Dieu pose son regard bienveillant sur le professeur aimable ». Taplow part. Millie revient, découvre la dédicace et entend son mari dire que c'est le plus beau cadeau qu’on puisse lui faire. Elle lui parle, malgré l’intervention de Hunter pour l'en empêcher, de l’imitation de Taplow. Puis elle ajoute que craignant qu’elle n'en en parle à Crocker-Harris, Taplow a juste dépensé quelques sous pour se faire pardonner. Crocker-Harris, comme désabusé, sort et monte à l’étage se changer. Hunter veut qu’elle dise que ce qu'elle a raconté est faux. Elle refuse et annonce, alors qu’Hunter se propose de le faire lui-même, qu’elle n’a jamais menti à son mari et qu’il pensera qu’Hunter se moque de lui, comme Taplow. Hunter lui annonce alors que c’est fini entre eux. Il monte voir Crocker-Harris et lui suggère de quitter sa femme. Crocker-Harris pense que c’est pour que son idylle avec elle se poursuive tranquillement. Hunter découvre qu’elle lui a tout dit sur sa relation avec lui depuis le début. Il comprend qu’elle veut tuer l’âme de Crocker-Harris et apprend que celui-ci est convaincu qu’il y a longtemps qu’elle a atteint son but.
Au cours d'un dîner en l’honneur de Crocker-Harris, Hunter lui annonce qu’il quitte Millie et essaye de nouveau de le convaincre de la quitter. Crocker-Harris juge sa femme aussi à plaindre que lui. Il n’a pas su lui apporter la forme d’amour physique qu’elle attendait de lui, amour qui s’est transformé en haine. Hunter lui conseille de ne pas partir avec elle et lui propose son aide. D’autorité il prend rendez-vous avec Crocker-Harris après la rentrée et lui demande son adresse, devant Millie qui vient d’entrer. Crocker-Harris annonce à Millie qu’il reste dans le collège jusqu’à la rentrée et elle qu’elle ne le rejoindra pas dans son nouveau poste. Millie, en partance, essaye d’avoir Hunter au téléphone. Taplow arrive et lui remet, de la part d’Hunter, un paquet contenant l’étui à cigarettes qu’elle lui avait offert. Taplow, en mettant son emballage qu’elle a jeté au sol dans la poubelle, y retrouve la version d’Agamemnon de Crocker-Harris qu’il emporte. Crocker-Harris arrive, ramasse l’étui qu’elle a laissé tomber, s’installe à son bureau, sans regarder sa femme. Millie s’approche du bureau, le regarde en silence et s’en va.
La cérémonie de remise des prix commence. Crocker-Harris vient avertir le directeur qu’il fera, comme c’est son droit, son discours après et non avant Fletcher. Après les adieux réussis de ce dernier, Crocker-Harris, accueilli par quelques applaudissements, commence son discours. Il s’interrompt, reprend et s’interrompt à nouveau. Il annonce alors qu’il avait préparé un discours et qu’il se rend compte de n’avoir rien à dire, si ce n’est trois petits mots qu’il ressent au plus profond de son âme : « Je suis désolé ». Il poursuit, s’adressant aux élèves, avouant qu’il a échoué à leur donner ce qu’ils pouvaient exiger d’un professeur : compassion, encouragement et humanité. Il ne se trouve aucune excuse et dit avoir misérablement échoué. Il ne souhaite plus qu’une chose, que ses élèves lui pardonnent de les avoir laissé tomber, ce qu’il aura du mal à se pardonner lui-même. Et Crocker-Harris est ovationné de façon retentissante.
Après la cérémonie, Taplow rend sa version d’Agamemnon à Crocker-Harris : il l'a trouvée magnifique, et tellement meilleure que celle de Browning. Il demande, à nouveau, s’il passe dans la classe de Hunter mais Crocker-Harris refuse de le lui dire. Taplow lui dit au revoir et s’apprête à partir. Son professeur lui fait alors comprendre qu’il passe. Taplow le remercie vivement et s’en va. Crocker-Harris se plonge dans sa version d’Agamemnon.

## Fiche technique
- Titre original : The Browning Version
- Titre : L'Ombre d'un homme
- Réalisation : Anthony Asquith, assisté de George Pollock
- Scénario : Terence Rattigan, d'après sa pièce
- Photographie : Desmond Dickinson
- Montage : John D. Guthridge
- Direction artistique : Carmen Dillon
- Décors : Jack Stephens
- Costumes : Yvonne Caffin
- Son : John S. Dennis, Gordon McCallum
- Producteurs : Teddy Baird et Earl St. John
- Société de production : Javelin Films Ltd.
- Société de distribution : General Film Distributors (Royaume-Uni), Universal Pictures (États-Unis), Victory Films (France), Rank Film (Italie)
- Pays d'origine :  Royaume-Uni
- Langues : anglais
- Format : Noir et blanc — 35 mm — 1,37:1 — Son : Mono
- Genre : Film dramatique
- Durée : 90 minutes
- Dates de sortie : 
  - Royaume-Uni, 13 mars 1951  (Londres)
  - France, 19 juin 1951
  - Belgique, 14 décembre 1951

## Distribution
- Michael Redgrave : Andrew Crocker-Harris
- Jean Kent : Millie Crocker-Harris, son épouse
- Nigel Patrick : Frank Hunter, professeur de sciences et amant de Millie
- Wilfrid Hyde-White : Frobisher, le directeur du collège
- Brian Smith : Taplow, un élève de Crocker-Harris
- Bill Travers : Fletcher, l'autre professeur qui quitte le collège
- Ronald Howard : Gilbert, le remplaçant de Crocker-Harris
- Paul Medland : Wilson, l'élève de Crocker-Harris en retard dans la première scène du film
- Ivan Samson : le général Baxter, membre du conseil d'établissement du collège
- Josephine Middleton : Mrs. Frobisher
- Peter Jones : Carstairs
- Judith Furse : Mrs. Williamson
- Vivienne Gibson : Mrs. Saunders
- Joan Haythorne : Mrs. Wilson
- Johnnie Schofield : conducteur de taxi
- Russell Waters : portier de l'école

## Récompenses et distinctions

### Récompenses
- Festival de Berlin 1951 :
  - Prix du public (petite plaque de bronze) pour Anthony Asquith ;
  - Ours de bronze pour Anthony Asquith ;
- Festival de Cannes 1951 :
  - Prix d'interprétation masculine du Festival de Cannes pour Michael Redgrave ;
  - Prix du meilleur scénario pour Terence Rattigan ;
- Prix Jussi 1951 : Diplôme du mérite décerné à un acteur étranger (Michael Redgrave) ;
- Prix Bodil 1952  du meilleur film européen, pour Anthony Asquith.

### Nomination
- BAFTA Awards 1952 : Meilleur film britannique.

### Sélection
- Festival de Cannes 1951 : sélection officielle au Festival de Cannes 1951[3]